# شهرداری تورنتو
شهرداری تورنتو (انگلیسی: Toronto City Hall) مقر دولت شهر تورنتو در تورنتو، انتاریو، کانادا، و یکی از متمایزترین نقاط دیدنی شهر است.